# Faiyum
Faiyum (tiếng Ả Rập: الفيوم, El Fayyūm) là thành phố trực thuộc tỉnh Faiyum, Ai Cập, nằm cách thủ đô Cairo 100 km về phía đông nam. Nó có tên gọi là Shedet trong thời Ai Cập cổ đại, người Hy Lạp sau đó gọi là Crocodilopolis (hoặc Krocodilopolis), người La Mã gọi là Arsinoë. Đây là một trong những thành phố lâu đời nhất do vị trí chiến lược của nó.

## Tên gọi
Trong tiếng Anh, Faiyum còn được gọi là Fayum hoặc El Faiyūm. Trước đây thành phố này có tên chính thức là Madīnet El Faiyūm. Cái tên Faiyum có thể dùng để chỉ đến ốc đảo Faiyum, mặc dù người Ai Cập ngày nay vẫn sử dụng nó để chỉ thành phố này.
Cái tên hiện đại của thành phố bắt nguồn từ tiếng Copt (peiom hoặc payom), có nghĩa là "biển" hoặc "hồ", cùng nghĩa với từ pꜣ-ymꜥ trong tiếng Ai Cập, ám chỉ hồ Moeris ở gần đó, nơi mà loài voi Phiomia cổ xưa đã bị tuyệt chủng và được đặt theo tên của thành phố.

## Lịch sử cổ đại
Những bằng chứng khảo cổ cho thấy Faiyum có niên đại ít nhất là từ Thời kỳ đồ đá giữa. Ở phía bắc hồ Qarun (tên gọi khác của hồ Moeris) là nơi Gertrude Caton Thompson và Elinor Wight Gardner đã tiến hành rất nhiều cuộc khai quật để tìm kiếm những di tích từ thời đồ đá giữa đến thời đồ đá mới, cũng như một cuộc khảo sát chung cho toàn khu vực. Khu vực này gần đây được nghiên cứu bởi một nhóm thuộc Dự án Fayum UCLA/RUG/UOA.
Trong thời đại trị vì của các pharaon, thành phố Faiyum ngày nay được gọi là Shedet. Đây là trung tâm sùng bái của vị thần cá sấu Sobek, chúa tể của Faiyum. Vì lý do này mà sau khi người Hy Lạp chiếm đóng Ai Cập đã đặt tên nó là Crocodilopolis (Κροκοδειλόπολις). Người dân của thành phố này rất tôn sùng cá sấu. Tại đây, cá sấu được thuần hóa và nuôi trong hồ thiêng, được cho ăn thịt và bánh ngọt và được đeo trang sức quý đầy mình. Chúng được đặt tên là Petsuchos, khi một Petsuchos chết đi, xác của chúng sẽ được tiến hành ướp như con người, và một Petsuchos sẽ được thay thế.
Dưới thời Ptolemaios, có một khoảng thời gian thành phố được gọi là Ptolemais Euergetis. Vua Ptolemaios II Philadelphos đổi tên thành phố theo tên người chị em, đồng thời là vợ của mình Arsinoë. Dưới đế chế La Mã, Arsinoe đã trở thành một phần của tỉnh Arcadia Aegypti. Để phân biệt với các thành phố khác cùng tên, nó được gọi là Arsinoe ở Arcadia.
Dưới sự xuất hiện của Kitô giáo, Arsinoe trở thành nơi ngự trị của các giám mục. Tuy nhiên, sang thời Công giáo Rôma, Arsinoe ở Arcadia không còn được coi là nơi ở của các giám mục nữa.

## Ngày nay
Thành phố Faiyum ngày nay tập trung rất nhiều khu chợ lớn, các thánh đường Hồi giáo, nhà tắm và những phiên chợ hàng tuần thường xuyên diễn ra. Con kênh đào mang tên Bahr Yussef chảy qua thành phố, dọc hai bên bờ là nhà cửa của các cư dân. Có hai cây cầu bắc qua con kênh, một cây cầu 3 nhịp dẫn ra chợ và đường chính, và một cây cầu 2 nhịp mà trên đó, thánh đường Qaitbay được xây dựng. Các gò đất phía bắc của thành phố đánh dấu vị trí của Arsinoe, được biết đến với tên gọi cổ đại là Crocodilopolis, nơi mà những con cá sấu thiêng được nuôi ở hồ Moeris. Trung tâm của thành phố nằm ngay trên kênh Bahr Yussef, có 4 bánh xe nước được thống đốc Fayum xem như biểu tượng của nơi này.

## Chân dung xác ướp Fayum
Đây là những bức tranh mô tả chân dung của người đã khuất, có niên đại từ thời kỳ Đế quốc La Mã cai trị Ai Cập. Chúng được vẽ trên những tấm vải liệm phủ trên thi hài hay những tấm ván gỗ, mà ngày nay đều được lấy ra khỏi xác ướp của chủ nhân. Có hơn 900 bức chân dung được tìm thấy, đa phần đến từ Faiyum, được cất giữ trong các bảo tàng Ai Cập trên thế giới. Những bức tranh này được bảo quản khá tốt, màu sơn của chúng vẫn không bị phai mờ theo tháng năm.

## Địa điểm tham quan
- Địa điểm khảo cổ Hawara
- Thánh đường Hồi giáo Qaitbay
- Wadi El Rayan, thác nước lớn nhất của Ai Cập
- Wadi El Hitan, hay còn gọi là "Thung lũng cá voi", được UNESCO công nhận
- Kim tự tháp tại Lahun

## Hình ảnh
- Đền thờ thần Sobek Qasr Qarun
- Bộ xương cá voi tại Wadi El Hitan
- Chân dung một người đàn ông, một bức tranh trong bộ "Chân dung xác ướp Fayum"